# Fabian Rieder
Pour les articles homonymes, voir Rieder.
Fabian Rieder, né le 16 février 2002 à Berne en Suisse, est un footballeur international suisse qui évolue au poste de milieu central au Stade rennais FC.

## Biographie

### En club

#### BSC Young Boys
Né à Berne en Suisse, Fabian Rieder est formé par le club de sa ville natale, le Young Boys de Berne qu'il rejoint en 2017. Il fait sa première apparition avec l'équipe première le 17 octobre 2020 en Super League contre le Servette FC. Il est titulaire ce jour-là et les deux équipes se neutralisent (0-0). Le 22 octobre suivant, il joue son premier match de coupe d'Europe à l'occasion d'une rencontre de Ligue Europa contre l'AS Roma. Titulaire ce jour-là, il provoque le penalty en faveur de son équipe transformé par Jean-Pierre Nsame mais son équipe s'incline tout de même par deux buts à un.
Il remporte son premier titre en étant sacré champion de Suisse lors de cette saison 2020-2021,.
Le 8 décembre 2021, Fabian Rieder inscrit son premier but en Ligue des champions, lors d'un match contre Manchester United à Old Trafford. Titularisé ce jour-là, il permet à son équipe d'obtenir le point du match nul grâce à son but (1-1 score final),.
Le 7 juillet 2022, il prolonge son contrat  jusqu'en été 2025.
Il remporte pour la deuxième fois le championnat suisse de première division (16e titre du club) lors de la saison 2022-2023 devant le Servette FC. Quelques semaines plus tard, il remporte la Coupe de Suisse face au FC Lugano. Le 7 juillet 2022, il prolonge son contrat jusqu'en juin 2025.

#### Stade rennais FC
Le 31 août 2023, Fabian Rieder s'engage en faveur du Stade rennais FC en paraphant un contrat de quatre ans,. L'indemnité du transfert pour le BSC Young Boys est estimée à 15 millions d'euros,.
Rieder inscrit son premier but pour le Stade rennais le 9 novembre 2023, à l'occasion d'une rencontre de phase de groupe de la Ligue Europa 2023-2024 face au Panathinaïkós. Titularisé, il ouvre le score sur coup franc direct dès la dixième minute de jeu, et contribue à la victoire de son équipe (3-1 score final),,.

##### Prêt au VfB Stuttgart
Le 24 juin 2024, Fabian Rieder rejoint le VfB Stuttgart sous la forme d'un prêt d'une saison avec option d'achat.
Rieder inscrit son premier but pour Stuttgart le 31 août 2024, lors d'une rencontre de championnat face au FSV Mayence. Il entre en jeu et marque le but du trois à deux sur coup franc mais les deux équipes se neutralisent (3-3 score final),.
Le 27 mai 2025, il quitte le club allemand pour retourner dans le club breton.

### En sélection
Fabian Rieder joue son premier match avec l'équipe de Suisse espoirs le 31 mars 2021 face au Portugal. Il entre en jeu à la place de Kastriot Imeri lors de cette rencontre perdue par les siens (0-3). Il inscrit son premier but avec les espoirs le 12 novembre 2021, face à la Moldavie. Il est titulaire et son équipe l'emporte par trois buts à zéro.
Rieder se fait remarquer avec les espoirs le 13 octobre 2023, contre le Monténégro en marquant deux buts, participant ainsi à la victoire des siens (4-2 score final),.
Le 9 novembre 2022, Fabian Rieder est sélectionné par Murat Yakın pour participer à la Coupe du monde 2022 au Qatar. Le 24 novembre 2022, il honore sa première sélection avec l'équipe nationale de Suisse lors du premier match de poule de la compétition entre la Suisse et le Cameroun, remporté par la Nati sur le score de un but à zéro,.
En juin 2024, il figure dans la liste de 26 joueurs appelés par Murat Yakın pour participer à l'Euro 2024.

## Statistiques

### En club
| Saison                | Club                  | Championnat           | Championnat | Championnat | Championnat | Coupe(s) nationale(s) | Coupe(s) nationale(s) | Coupe(s) nationale(s) | Compétition(s) continentale(s) | Compétition(s) continentale(s) | Compétition(s) continentale(s) | Compétition(s) continentale(s) | Total | Total | Total |
| Saison                | Club                  | Division              | M.          | B.          | P.d.        | M.                    | B.                    | P.d.                  | Comp.                          | M.                             | B.                             | P.d.                           | M.    | B.    | P.d.  |
| 2020-2021             | BSC Young Boys        | Super League          | 23          | 0           | 0           | 0                     | 0                     | 0                     | C3                             | 8                              | 0                              | 1                              | 31    | 0     | 1     |
| 2021-2022             | BSC Young Boys        | Super League          | 30          | 2           | 8           | 3                     | 2                     | 2                     | C1                             | 9                              | 1                              | 1                              | 42    | 5     | 11    |
| 2022-2023             | BSC Young Boys        | Super League          | 33          | 7           | 5           | 5                     | 2                     | 5                     | C4                             | 5                              | 0                              | 1                              | 43    | 9     | 11    |
| 2023-2024             | BSC Young Boys        | Super League          | 3           | 1           | 1           | 1                     | 0                     | 0                     | C1                             | 2                              | 0                              | 0                              | 6     | 1     | 1     |
| Sous-total            | Sous-total            | Sous-total            | 89          | 10          | 14          | 9                     | 4                     | 7                     | -                              | 24                             | 1                              | 3                              | 122   | 15    | 24    |
| 2023-2024             | Stade rennais FC      | Ligue 1               | 15          | 1           | 0           | 2                     | 0                     | 0                     | C3                             | 4                              | 2                              | 1                              | 21    | 3     | 1     |
| 2025-2026             | Stade rennais FC      | Ligue 1               | 1           | 0           | 0           | 0                     | 0                     | 0                     | -                              | -                              | -                              | -                              | 1     | 0     | 0     |
| Sous-total            | Sous-total            | Sous-total            | 16          | 1           | 0           | 2                     | 0                     | 0                     | -                              | 4                              | 2                              | 1                              | 22    | 3     | 1     |
| 2024-2025             | VfB Stuttgart (prêt)  | Bundesliga            | 21          | 1           | 4           | 4                     | 0                     | 0                     | C1                             | 8                              | 1                              | 3                              | 33    | 2     | 7     |
| Total sur la carrière | Total sur la carrière | Total sur la carrière | 126         | 12          | 18          | 15                    | 4                     | 7                     | -                              | 36                             | 4                              | 7                              | 177   | 20    | 32    |

### En sélection
| Années                | Sélection             | Phases finales        | Phases finales | Phases finales | Phases finales | Éliminatoires | Éliminatoires | Éliminatoires | Éliminatoires | Amicaux | Amicaux | Amicaux | Autres compétitions | Autres compétitions | Autres compétitions | Autres compétitions | Total | Total | Total |
| Années                | Sélection             | Comp.                 | M.             | B.             | P.d.           | Comp.         | M.            | B.            | P.d.          | M.      | B.      | P.d.    | Comp.               | M.                  | B.                  | P.d.                | M.    | B.    | P.d.  |
| --------------------- | --------------------- | --------------------- | -------------- | -------------- | -------------- | ------------- | ------------- | ------------- | ------------- | ------- | ------- | ------- | ------------------- | ------------------- | ------------------- | ------------------- | ----- | ----- | ----- |
| 2022                  | Suisse                | Coupe du monde 2022   | 2              | 0              | 0              | -             | -             | -             | -             | 0       | 0       | 0       | -                   | -                   | -                   | -                   | 2     | 0     | 0     |
| 2023                  | Suisse                | -                     | -              | -              | -              | Euro 2024     | 2             | 0             | 0             | -       | -       | -       | -                   | -                   | -                   | -                   | 2     | 0     | 0     |
| 2024                  | Suisse                | Euro 2024             | 5              | 0              | 0              | -             | -             | -             | -             | 4       | 1       | 1       | LdN                 | 6                   | 0                   | 0                   | 15    | 1     | 1     |
| Total sur la carrière | Total sur la carrière | Total sur la carrière | 7              | 0              | 0              | -             | 2             | 0             | 0             | 4       | 1       | 1       | -                   | 6                   | 0                   | 0                   | 19    | 1     | 1     |

#### Matchs internationaux
Le tableau suivant liste les rencontres de l'équipe de Suisse dans lesquelles Fabian Rieder a été sélectionné depuis le 24 novembre 2022 jusqu'à présent :

#### Buts internationaux
| Buts internationaux de Fabian Rieder | Buts internationaux de Fabian Rieder | Buts internationaux de Fabian Rieder | Buts internationaux de Fabian Rieder | Buts internationaux de Fabian Rieder | Buts internationaux de Fabian Rieder | Buts internationaux de Fabian Rieder | Buts internationaux de Fabian Rieder | Buts internationaux de Fabian Rieder |
| 0                                    | Date                                 | Lieu                                 | Compétition                          | Résultat                             | Adversaire                           | Détail                               | Détail                               | Sél.                                 |
| ------------------------------------ | ------------------------------------ | ------------------------------------ | ------------------------------------ | ------------------------------------ | ------------------------------------ | ------------------------------------ | ------------------------------------ | ------------------------------------ |
| 1er                                  | 7 juin 2025                          | Rice-Eccles Stadium, Salt Lake City  | Match amical                         | 2 - 4                                | Mexique                              | 90e                                  | 2 - 4                                | 19e                                  |

## Palmarès

### En club
| BSC Young Boys (3)                                                                                  | VfB Stuttgart (1)                        |
| --------------------------------------------------------------------------------------------------- | ---------------------------------------- |
| - Champion de Suisse (2) - Champion : 2021, 2023 et 2024. - Coupe de Suisse (1) - Vainqueur : 2023. | - Coupe d'Allemagne (1) Vainqueur : 2025 |